# Pontophilus habereri
Pontophilus habereri är en kräftdjursart som först beskrevs av Franz J.T. Doflein 1902.  Pontophilus habereri ingår i släktet Pontophilus och familjen Crangonidae. Inga underarter finns listade i Catalogue of Life.